# Шастан, Жак Оноре
Жак Оноре́ Шаста́н (фр. Jacques Honoré Chastan, 7 октября 1806 года, Марку, Франция — 21 сентября 1839 года, Корея) — святой Римско-Католической Церкви, священник и мученик. Член миссионерской организации «Парижское общество заграничных миссий».

## Биография
Родился 7 октября 1806 года в крестьянской семье в селении Марку, Франция. После окончания духовной семинарии в декабре 1826 года был рукоположен в священника. Отправился на миссию в Корею, где служил вместе со священником Пьером Мобаном. Во время гонений на католиков в Корее в августе 1839 года был арестован католический епископ Лаврентий Эмбер. Надеясь на снисходительность корейских властей к иностранным миссионерам, он обратился к ним из подполья и сдаться властям. Жак Оноре Шастан и Пьер Мобан приняли призыв епископа, после чего были сразу же арестованы. В тюрьме они были подвергнуты пыткам в течение трёх дней, чтобы они выдали имена знакомых католиков.
Казнён вместе с Пьером Мобаном 21 сентября 1839 года. После казни их тела были выставлены на всеобщее обозрение. 

## Прославление
Был беатифицирован 5 апреля 1925 года Римским Папой Пием XI и канонизирован 6 мая 1984 года Римским Папой Иоанном Павлом II вместе с группой 103 корейских мучеников.
День памяти в Католической Церкви — 20 сентября.